# Базумський хребет
Базу́мський хребе́т — гірський хребет в системі Малого Кавказу на території Вірменії.
Хребет простягається з північного заходу від східного краю долини річки Ахурян на південний схід до річки Памбак. На північному заході, через долини річок Гукасян та Дебрагет, хребет межує із Джавахетським хребтом, який простягається у меридіональному напрямку з території сусідньої Грузії. На південному заході, через долину річки Чичкан, хребет межує із Ширацьким хребтом. На півдні долина річки Пембак відокремлює його від Пембацького хребта, а на сході долина тієї ж річки відділяє Базумський хребет від Халабського та Севордяц. На північному сході долина річки Дзорагет відділяє від відрогів Сомхетського хребта. На півночі хребет спускається до Лорійської рівнини.
У складі Базумського хребта виділяються і менші його частини: Гогаранський хребет на заході, Великий і Малий Бзовдал в центрі та Заманлинський хребет на сході.
Найвищою точкою Базумського хребта є гора Урасар у західній його частині з висотою 2992 м. Інші гірські вершини:
- Урасар — 2992
- Аглаган — 2977
- Шиштепе — 2836
- Карагафлі — 2805
- Тодор — 2796
- Ярда — 2652
- Кочгирлан — 2302